# 黑水晶 (电影)
《黑水晶》（英语：The Dark Crystal）是一部1982年上映的黑暗奇幻电影 ，由吉姆·汉森与弗兰克·奥兹联合执导。影片以虚构星球“Thra”为背景，讲述了精灵族“Gelfling”少年Jen与少女Kira踏上寻找水晶碎片、修复破碎水晶、推翻邪恶统治者Skeksis的旅程。
本片是首部完全由木偶和动画技术呈现、没有真人演员出演的主流电影，由汉森的“Creature Shop”团队打造复杂的角色与生物。幻想艺术家布莱恩·弗劳德担任主要概念设计，他后来也参与了《魔幻迷宫》的制作。
尽管上映初期评价褒贬不一，但《黑水晶》因其独特的世界观、视觉风格和深刻主题逐渐获得了邪典电影地位。2019年，Netflix推出了其前传剧集《黑水晶：抗战纪元》，进一步扩展了Thra的世界。

## 剧情简介
在虚构的Thra星球上，千年前水晶破裂，诞生了两个新种族：邪恶的Skeksis和温和的Mystics（又称urRu）。年轻的Gelfling人Jen被Mystics收养，并被赋予使命：在三日合一的天象“Great Conjunction”到来前，找到水晶碎片并修复水晶，以阻止Skeksis的统治。

## 制作背景
影片由吉姆·汉森构思，旨在打造一个完全由木偶演绎的奇幻世界。它有一些制作亮点：
- 技术创新：由“Creature Shop”团队操控复杂木偶，有些角色需四人协作完成动作。
- 艺术设计：幻想插画家布莱恩·弗劳德负责视觉概念，设计了Thra星球的生态与种族。
- 音乐配乐：由特雷弗·琼斯创作[4]。

## 角色与设定
《黑水晶》的世界由多个奇幻种族构成：
- Gelfling：精灵般的生物，具有翅膀（女性）和心灵感应能力。Jen与Kira是主要角色。
- Skeksis：邪恶统治者，外形怪异，贪婪且腐化。他们利用水晶延长寿命。
- Mystics（urRu）：温和智慧的种族，与Skeksis有神秘联系，每个Skeksis对应一个Mystic。
- Aughra：古老的占星者，拥有深厚知识，是Jen旅程中的关键引导者。
- Podlings：小型种族，性格活泼，Kira曾与他们生活。

## 评价与影响
影片因其黑暗氛围与复杂设定在当时引发争议 ，但也因其技术创新和艺术风格受到赞誉。

## 衍生作品
- 《黑水晶：抗争时代》（2019）：由Netflix推出的前传剧集，讲述三位Gelfling揭露Skeksis秘密并发起反抗的故事。该剧获得艾美奖，但仅播出一季。
- 小说与漫画：包括《黑水晶编年史》《Thra的传说》等，扩展了电影世界观。
- 游戏与周边：推出桌游、角色扮演游戏及收藏品。

## 文化影响
《黑水晶》被视为木偶电影的里程碑，其黑暗风格影响了后续奇幻作品如《潘神的迷宫》。它也启发了对生态、权力与命运的哲学探讨。